# Barilius vagra
Barilius vagra es una especie de peces de la familia de los Cyprinidae en el orden de los Cypriniformes.

## Morfología
Los machos pueden llegar alcanzar los 12,5 cm de longitud total.

## Hábitat
Es un pez de agua dulce.

## Distribución geográfica
Se encuentra en las cuencas de los ríos Indo, Ganges y Brahmaputra, en Afganistán, Pakistán, India, Nepal, Bangladés y Sri Lanka.